# Protoalligator
Protoalligator ("primer aligator") es un género extinto de crocodiliano, que vivió durante el Paleoceno en China. Ha sido considerado como un aligatoroideo, pero su clasificación filogenética exacta dentro de dicho grupo es incierta.

## Clasificación
La especie tipo, P. huiningensis, fue nombrada originalmente Eoalligator huiningensis. Sin embargo, la especie tipo de Eoalligator, E. chunyii, es un sinónimo más moderno de Asiatosuchus nanlingensis, de modo que en 2016 fue acuñado el nuevo nombre de género Protoalligator específicamente para "E." huiningensis por Y. Wang, C. Sullivan, y J. Liu.

## Descripción
El espécimen holotipo y único conocido, IVPP V4058 fue descubierto en los depósitos de la Formación Wanghudun, en la provincia de Anhui en  China, los cuales datan de mediados del Paleoceno. El espécimen solo incluye la región anterior de un cráneo parcial mayormente conservado del lado derecho (con los huesos premaxilar, maxilar, nasal y parte de un yugal), junto con la parte anterior de la mandíbula (con partes de los huesos dentario, esplenial, angular, surangular y coracoides), además de algunos dientes aún en los alvéolos dentarios. A diferencia de Asiatosuchus nanlingensis y muchos aligatoroideos, en Proalligator el ápice del cuarto diente inferior queda cubierto por una fosa situada entre el maxilar y el premaxilar; la sínfisis mandibular se extiende hasta el quinto diente inferior (en Asiatosuchus, hasta el cuarto). El hocico es corto y tiene un proceso anterior en el premaxilar que se extiende sobre la narina externa, los dientes inferiores undécimo y duodécimo son los mayores en tamaño en el área posterior de la boca, lo que lo distingue de los actuales aligatorinos.
El análisis filogenético presentado por Wang et al., 2016, sugiere que Proalligator es miembro de Alligatoroidea, como indica su proceso surangular largo; la presencia de rasgos plesiomórficos como la narina separada por un puntal óseo y la muesca para alojar el cuarto diente inferior son propios de los aligatoroideos más basales. Sin embargo, la carencia de datos de la parte posterior del cráneo o huesos como la escápula serían necesarios para dilucidar su posición exacta dentro del grupo.